# Grand Prix automobile de Suisse 1975
GP précédent GP suivant
Pour les articles homonymes, voir Grand Prix de Suisse.
Le Grand Prix automobile de Suisse 1975 (XVe Grand Prix de l'Automobile Club de Suisse), disputé le 24 août 1975 sur le circuit de Dijon-Prenois en France, est la quinzième édition de cette épreuve. Il s'agit d'une course hors-championnat du monde de Formule 1. Cette course est disputée à l'étranger du fait de l'interdiction des courses sur circuit en Suisse jusqu'en 2007 à cause de l'accident des 24 Heures du Mans 1955.

## Classement
| Pos. | N° | Pilote             | Écurie        | Tours | Temps/Abandon      | Grille |
| ---- | -- | ------------------ | ------------- | ----- | ------------------ | ------ |
| 1    | 11 | Clay Regazzoni     | Ferrari       | 60    | 1 h 01 min 25 s 34 | 3      |
| 2    | 4  | Patrick Depailler  | Tyrrell-Ford  | 60    | + 8 s 35           | 5      |
| 3    | 2  | Jochen Mass        | McLaren-Ford  | 60    | + 15 s 44          | 4      |
| 4    | 5  | Ronnie Peterson    | Lotus-Ford    | 60    | + 40 s 14          | 10     |
| 5    | 18 | John Watson        | Surtees-Ford  | 60    | + 45 s 55          | 6      |
| 6    | 8  | Carlos Pace        | Brabham-Ford  | 60    | + 45 s 90          | 7      |
| 7    | 16 | Tom Pryce          | Shadow-Ford   | 60    | + 46 s 66          | 8      |
| 8    | 24 | James Hunt         | Hesketh-Ford  | 59    | + 1 tour           | 11     |
| 9    | 31 | Chris Amon         | Ensign-Ford   | 59    | + 1 tour           | 9      |
| 10   | 21 | Jacques Laffite    | Williams-Ford | 59    | + 1 tour           | 13     |
| 11   | 9  | Vittorio Brambilla | March-Ford    | 58    | + 2 tours          | 12     |
| 12   | 22 | Rolf Stommelen     | Hill-Ford     | 58    | + 2 tours          | 14     |
| 13   | 35 | Tony Trimmer       | Maki-Ford     | 54    | + 6 tours          | 16     |
| Nc   | 20 | Jo Vonlanthen      | Williams-Ford | 51    | + 9 tours          | 15     |
| Abd  | 17 | Jean-Pierre Jarier | Shadow-Ford   | 23    | Transmission       | 1      |
| Abd  | 1  | Emerson Fittipaldi | McLaren-Ford  | 6     | Embrayage          | 2      |

## Pole position et record du tour
- Pole position :  Jean-Pierre Jarier (Shadow-Ford) en 0 min 59 s 25 (vitesse moyenne : 199,838 km/h). Temps réalisé le samedi 23 août[3]. Temps réalisé lors de la séance d'essais du samedi 23 août[2].
- Meilleur tour en course :  Jean-Pierre Jarier (Shadow-Ford) en 1 min 0 s 44 (vitesse moyenne : 195,903 km/h) au septième tour[2].

## Tours en tête
- Jean-Pierre Jarier : 23 tours (1-23)
- Clay Regazzoni : 37 tours (24-60)